# Porcellio pujetanus
Porcellio pujetanus is een pissebed uit de familie Porcellionidae. De wetenschappelijke naam van de soort is voor het eerst geldig gepubliceerd in 1910 door Karl Wilhelm Verhoeff.